# 南山大学
南山大学（なんざんだいがく、英語: Nanzan University）は、愛知県名古屋市昭和区山里町18番地に本部を置く、日本の私立総合大学。前身の南山外国語専門学校が1946年（昭和21年）に開学し、1949年（昭和24年）に新制大学として南山大学が発足した。

## 概観

### 大学全体
キリスト教のカトリック修道会「神言会」が開設し、現在は学校法人南山学園が経営する大学である。アメリカ合衆国のジョージタウン大学とノートルダム大学、イギリスのエディンバラ大学とマンチェスター大学、オーストラリア国立大学、韓国の延世大学、台湾の輔仁大学、香港の香港中文大学など世界の126大学と協定を結んでいる。
南山大学の起源は、明治末期に来日した神言会ドイツ人宣教師ヨゼフ・ライネルスが1932年（昭和7年）に設立した旧制南山中学校に始まり、旧制南山外国語専門学校を経て、南山大学となる。1995年（平成7年）に修道会を通して兄弟関係にあった名古屋聖霊短期大学を統合した。
2024年（令和6年）時点で、大学に8学部、大学院に6研究科を設置する総合大学となっている。
南山大学において、神言会士やカトリック信者の教員は少なくはないが、カトリックとほぼ無縁の生活を送る学生や教員も多い。ただし、キリスト教学科の学生でなくても、聖書やキリスト教に関して信仰や理解を深めたり、教会などで祈りを捧げたりすることは可能である。日本国外からの留学生も宗教に関わらず、キリスト教他派教徒、仏教徒、イスラム教徒、ヒンドゥー教徒など多様性に富んでいる。南山大学の教員は、カトリック信徒もしくはキリスト者であることは要件とされていない。
「THE世界大学ランキング日本版2023」（2023年度版から「THE 日本大学ランキング」へ改称）では、日本の271大学中、同点56位（関西外国語大学と同順位）にランクインしている。これは、私立大学としては同点17位にあたる。

### 建学の精神
南山大学は、中部地区を含む西日本で唯一のカトリック総合大学で「キリスト教世界観に基づく学校教育を行う」ことを建学の理念とし、この建学理念に具体的な方向性を与えるために、本学は「Hominis Dignitati（人間の尊厳のために）」という教育モットーを掲げている。
キリスト教では、人間は神に創造されたものとして侵すことのできない「尊厳」つまり人間としてのかけがえのない価値や権利を持っている、と教えられる。 このような人間の尊厳をしっかりと把握し、これを尊重しつつ生きていく人間になるように、という願いが込められているのである。

### 学風および特色
国際的な校風を標榜しており、留学生の誘致にも積極的で、多数の外国人学生が在籍している。
同じカトリック系大学である上智大学とは姉妹校関係にあり、1960年6月より、体育会系を中心として年に一度「上智大学・南山大学総合対抗運動競技大会」(上南戦)が行われており、2024年で第65回となる。また、両校の吹奏楽団による合同演奏会（上南交歓演奏会）は、2023年で62回を数える。近年は受験生を対象にした合同入試相談会を実施するなど、さまざまな交流が盛んに行われている。
人文学部キリスト教学科（旧文学部神学科）はカトリック司祭養成課程でもある。

### 名前の由来
大学発祥の五軒家町周辺の山林地が「南山（みなみやま）」と呼ばれていたことに由来する。それに加えて、音のつながりの良い「なんざん」は、李白の春日行や詩経に散見される「南山」「南山寿」などにも通じるため、南山大学では、「南山」「南山寿（）」に含意される持久や堅固、また、長寿の慶祝という辞義に鑑みて、同校が永久に繁栄し偉人を輩出するよう願いを込めて名付けたとしている。

## 沿革
南山大学の沿革については、以下のとおりである。

### 年表
- 1932年（昭和07年）1月 - 財団法人南山中学校設立。
- 1936年（昭和11年）1月 - 南山小学校設立。
- 1941年（昭和16年）3月 - 南山小学校が名古屋市に移管。
- 1946年（昭和21年）7月 - 財団法人南山中学校を財団法人南山学園に組織変更。南山外国語専門学校設立、英語科・華語科を設置。
- 1947年（昭和22年）
  - 4月 - 南山中学校（男子部）設立。南山外国語専門学校に独語科、仏語科を増設。
  - 8月 - 南山外国語専門学校を名古屋外国語専門学校と改称。
- 1948年（昭和23年）
  - 04月 - 南山高等学校（男子部）設立。南山中学校に女子部設置。
  - 10月 - 財団法人南山学園の経営をカトリック名古屋教区から神言修道会へ委譲。
- 1949年（昭和24年）
  - 4月 - 南山大学開学。文学部第一部英文学科、仏文学科、独文学科、中国文学科、文学部第二部英文学科を設置。
  - 5月 - 南山大学の大学開学式典が行われる（1971年〈昭和46年〉の大学開学記念日制定の由来となる）。
  - 9月 - 南山大学附属人類学民族学研究所設置（のちに人類学研究所と改称）。
- 1950年（昭和25年）
  - 3月 - 南山大学附属南山第二高等学校設立（設置者は財団法人海星学園）。
  - 4月 - 文学部に哲学科、教育学科、社会学科を増設。英文学科を英語学英文学科、仏文学科を仏語学仏文学科、独文学科を独語学独文学科、中国文学科を中国語学中国文学科と改称。
- 1951年（昭和26年）
  - 3月 - 財団法人南山学園を学校法人南山学園に組織変更（同時に財団法人海星学園を併合）。
  - 4月 - 名古屋外国語専門学校を廃止。
- 1952年（昭和27年）4月 - 文学部社会学科を社会科学部社会学科、人類学科に改組。南山大学附属南山第二高等学校を南山大学附属四日市南山高等学校と改称（のち1955年に学校法人エスコラピオス学園へ移管）。
- 1958年（昭和33年）4月 - 大学院社会科学研究科文化人類学専攻修士課程を設置。
- 1960年（昭和35年）
  - 4月 - 社会科学部社会学科を経済学部経済学科、人類学科を文学部人類学科に改組。大学院社会科学研究科を文学研究科と改称。文学部に西語学科を増設。大学院社会科学研究科に（文学研究科）文化人類学専攻博士課程を増設。
  - 6月 - 第1回上南戦を開催。
- 1962年（昭和37年）4月 - 文学部に神学科を増設。大学院文学研究科に英文学専攻修士課程を増設。文学部中国語学中国文学科を廃止。
- 1963年（昭和38年）4月 - 外国語学部を新設して英米科を設置、文学部西語学科を外国語学部イスパニヤ科に改組。経済学部に経営学科を増設、大学院に経済研究科を設置（経済学専攻修士課程・博士課程）。
- 1964年（昭和39年）4月 - 現在の名古屋キャンパスの所在地にあたる昭和区山里町の新校舎へ移転。大学院文学研究科に英文学専攻博士課程を増設。
- 1966年（昭和41年）3月 - 第二部（夜間部）を廃止。
- 1968年（昭和43年）
  - 3月 - 入試問題が試験前に流出したことが発覚。不利となった受験生の救済のため経済学部の合格者を100人増加させる措置を実施[7]。後日、試験問題は、その印刷を依頼されていた名古屋刑務所から盗み出されていたことが判明した[8]。
  - 4月 - 経済学部経営学科を経営学部経営学科に改組。南山短期大学開学、英語科を設置。
- 1969年（昭和44年）4月 - 大学院文学研究科に仏文学専攻修士課程を増設。
- 1970年（昭和45年）1月 - 名古屋聖霊短期大学開学、家政学科を設置。
- 1972年（昭和47年）4月 - 文学部に国語学国文学科を増設。大学院経営学研究科経営学専攻修士課程を設置。大学院文学研究科に仏文学専攻博士課程を増設。
- 1973年（昭和48年）10月 - 大学に隣接してロゴスセンター開館（のち2017 年4 月に大学へ移管されるまで、神言修道会による管理運営）。
- 1974年（昭和49年）
  - 04月 - 日本研究センター（外国人留学生別科）を設置。大学院文学研究科に独文学専攻修士課程を増設。大学院経営学研究科に経営学専攻博士課程を増設。
  - 11月 - 学園に南山宗教文化研究所を設置。
- 1976年（昭和51年）4月 - 大学院文学研究科に独文学専攻博士後期課程を増設。アメリカ研究センターを設置。
- 1977年（昭和52年）4月 - 法学部法律学科を設置。南山短期大学に人間関係研究センターを設置。
- 1979年（昭和54年）4月 - 南山宗教文化研究所を大学に移管。大学院文学研究科に神学専攻修士課程を増設。南山大学人類学博物館を設置（人類学研究所から独立）。
- 1980年（昭和55年）5月 - 南山経済倫理研究所を設置。
- 1981年（昭和56年）
  - 4月 - 大学院法学研究科法学専攻修士課程を設置、大学院文学研究科に神学専攻博士課程を増設。
  - 6月 - 南山経済倫理研究所を南山社会倫理研究所と改称。
- 1982年（昭和57年）4月 - 日本研究センターとアメリカ研究センターを包括し、国際部を設置。
- 1983年（昭和58年）4月 - 国際部にラテンアメリカ研究センターを設置（イベロアメリカ研究センターを改組）。
- 1984年（昭和59年）3月 - 文学部神学科・大学院文学研究科神学専攻博士課程が「在名古屋南山大学教皇庁認可神学部」としてローマ教皇庁により認可。
- 1985年（昭和60年）4月 - 経営研究センター、視聴覚教育センターを設置。
- 1986年（昭和61年）
  - 4月 - 経営学部に情報管理学科を増設。
  - 5月 - 国際部にオーストラリア研究センターを設置。
- 1988年（昭和63年）4月 - 外国語学部に日本語学科を増設。
- 1991年（平成03年）4月 - ヨーロッパ研究センターを設置。
- 1992年（平成04年）4月 - 大学院外国語学研究科英語教育専攻修士課程、日本語教育専攻修士課程を設置。
- 1993年（平成05年）4月 - 南山国際高等学校・中学校設立。
- 1994年（平成06年）3月 - 大学国際部を改組。
- 1995年（平成07年）6月 - 学校法人南山学園と学校法人名古屋聖霊学園が合併。
- 2000年（平成12年）4月 - 文学部を人文学部と改称。文学部の神学科を人文学部キリスト教学科に改称。文学部の哲学科および人類学科を人文学部人類文化学科に改組。文学部の国語国文学科および外国語学部の日本語学科を人文学部日本文化学科に改組。文学部の仏語学仏文学科を外国語学部フランス学科に改組。文学部の独語学独文学科を外国語学部ドイツ学科に改組。外国語学部の英米科および文学部の英語学英文学科を外国語学部英米学科に改称。外国語学部のイスパニヤ科を外国語学部スペイン・ラテンアメリカ学科に改称。外国語学部にアジア学科を設置。人間関係研究センターを設置。従前のキャンパスを名古屋キャンパスとし、愛知県瀬戸市に瀬戸キャンパスを開設し、中部地区初[9]となる、総合政策学部総合政策学科を設置。経営学部情報管理学科を数理情報学部情報通信学科、数理科学科に改組。
- 2002年（平成14年）4月 - 名古屋キャンパスに南山エクステンション・カレッジを開設。
- 2003年（平成15年）4月 - 名古屋キャンパスにアジア研究センターを設置。名古屋キャンパスに言語学研究センターを設置。名古屋キャンパスがDOCOMOMO JAPAN選定 日本におけるモダン・ムーブメントの建築に選定。
- 2004年（平成16年）4月 - 名古屋キャンパスに法務研究科（法科大学院）法務専攻専門職学位課程を設置。名古屋キャンパスの大学院文学研究科と大学院外国語学研究科を改組し、人間文化研究科キリスト教思想専攻修士課程、人類学専攻修士課程、教育ファシリテーション専攻修士課程、言語科学専攻修士課程と国際地域文化研究科国際地域文化専攻修士課程を設置。瀬戸キャンパスに総合政策研究科総合政策専攻修士課程と数理情報研究科数理情報専攻博士前期課程および博士後期課程を設置。名古屋市東区東桜にサテライトキャンパスを設置。
- 2005年（平成17年）
  - 3月 - 名古屋聖霊短期大学を閉学。
  - 4月 - 名古屋キャンパスのオーストラリア研究センターとアジア研究センターを統合し、アジア・太平洋研究センターを設置。サテライトキャンパスに数理情報研究センターを設置。
- 2006年（平成18年）4月 - 経営学研究科をビジネス研究科に改称。ビジネス研究科ビジネス専攻専門職学位課程を増設。人間文化研究科に宗教思想専攻博士課程、人類学専攻博士課程、言語科学専攻博士課程を増設。数理情報学部の数理科学科を情報システム数理学科に改称。大学院総合政策研究科に総合政策研究科博士課程を増設。
- 2007年（平成19年）4月 - 名古屋キャンパスに英語教育センターを設置。名古屋キャンパスに法曹実務教育研究センターおよびリーガルクリニックを設置。
- 2008年（平成20年）4月 - 南山大学附属小学校開校。
- 2009年（平成21年）4月 - 数理情報学部を情報理工学部に改称。情報理工学部にソフトウェア工学科とシステム創成工学科を設置。
- 2010年（平成22年）
  - 3月 - サテライトキャンパスを閉鎖。
  - 4月 - サテライトキャンパスにあった数理情報研究センターを瀬戸キャンパスへ移転。
- 2011年（平成23年）4月 - 南山短期大学を南山大学短期大学部に改称し、南山大学名古屋キャンパス内に移転。南山短期大学部のコミュニティカレッジ公開講座を南山大学名古屋キャンパスの南山エクステンション・カレッジに統合。
- 2012年（平成24年）10月 - 法人本部を昭和区南山町1へ移転。
- 2013年（平成25年）4月 - 名古屋キャンパスに教職センターを設置。瀬戸キャンパスの大学院数理情報研究科を理工学研究科に改組。システム数理専攻博士前期課程、ソフトウェア工学専攻博士前期課程、機械電子制御工学専攻博士前期課程を設置。
- 2014年（平成26年）4月 - 大学院経済学研究科、経営学研究科、総合政策研究科を社会科学研究科経済学専攻博士前期課程、経営学専攻博士前期課程、総合政策専攻博士前期課程に改組。情報理工学部を理工学部と改称。情報理工学部のシステム創成工学科を理工学部機械電子制御工学科と、情報理工学部情報システム数理学科を理工学部システム数理学科と改称。数理情報研究センターを理工学研究センターに改称。
- 2015年（平成27年）4月 - 大学院理工学研究科システム数理専攻、ソフトウェア工学専攻、電子制御工学専攻博士後期課程を設置。
- 2016年（平成28年）4月 - 学校法人南山学園と学校法人聖園学院が合併。社会科学研究科に経済学専攻博士後期課程、経営学専攻博士後期課程、総合政策学専攻博士後期課程を増設。情報センター、IR推進室を設置。
- 2017年（平成29年）4月 - 国際教養学部国際教養学科を設置。南山大学短期大学部学生募集停止。国際センターを設置。
- 2019年（平成31年）4月 - 大学院法学研究科法律学専攻博士前期課程・博士後期課程を設置。
- 2020年（令和02年）4月 - 本年度より南山国際中学校を休校。
- 2021年（令和03年）3月 - 理工学部のシステム数理学科、機械電子制御工学科をデータサイエンス学科、電子情報工学科、機械システム工学科に改組。
- 2022年（令和04年）4月 - 国際学生宿舎「ヤンセン国際寮[10]」を開寮。
- 2023年（令和05年）
  - 3月 - 南山国際中学校・高等学校を閉校。
  - 4月 - 理工学研究科にデータサイエンス専攻博士前期課程を設置。図書館を「ライネルス中央図書館」に改称[11]。

## 基礎データ

### 所在地
- 名古屋キャンパス（愛知県名古屋市昭和区山里町18番地）

### 在籍者数
2024年5月1日時点
- 大学学生数 9,661人
- 大学院生数 222人
- 合計数 9,883人

## 教育および研究

### 組織

#### 学部
- 人文学部
  - キリスト教学科
    - 司祭養成課程

  - 人類文化学科
  - 心理人間学科
  - 日本文化学科
- 外国語学部
  - 英米学科
  - スペイン・ラテンアメリカ学科
    - スペイン専攻
    - ラテンアメリカ専攻

  - フランス学科
    - フランス文化専攻
    - フランス社会専攻

  - ドイツ学科
    - ドイツ文化専攻
    - ドイツ社会専攻

  - アジア学科
    - 東アジア専攻
    - 東南アジア専攻
- 経済学部
  - 経済学科
- 経営学部
  - 経営学科
- 法学部
  - 法律学科
    - 司法特修コース
    - 行政・ビジネスコース
- 総合政策学部
  - 総合政策学科
    - 国際政策コース
    - 公共政策コース
    - 環境政策コース
- 理工学部
  - ソフトウェア工学科
  - データサイエンス学科
  - 電子情報工学科
  - 機械システム工学科
- 国際教養学部
  - 国際教養学科

#### 大学院
- 人間文化研究科
  - キリスト教思想専攻（博士前期課程のみ）
  - 宗教思想専攻（博士後期課程のみ）
  - 人類学専攻
  - 教育ファシリテーション専攻（修士課程のみ）
  - 言語科学専攻
- 国際地域文化研究科
  - 国際地域文化専攻
- 社会科学研究科
  - 経済学専攻
  - 経営学専攻
  - 総合政策専攻
- 法学研究科
  - 法律学専攻
- 理工学研究科
  - システム数理専攻（博士後期課程のみ）
  - ソフトウェア工学専攻
  - 機械電子制御工学専攻
  - データサイエンス専攻（博士前期課程のみ）

##### 専門職大学院
- 法務研究科
  - 法務研究科（法科大学院）
  - 法務専攻（専門職学位課程）

#### 附属機関
- ライネルス中央図書館 - 学内関係者だけでなく、一般にも公開されている。尚、1954年より貸出期間を過ぎる度に延滞料金を徴収する仕組みを採用していたが、2017年4月に休止。その後、2019年12月をもって同制度を正式に廃止した[13]。
- 英語教育センター
- 国際教育センター
- 教職センター
- 南山エクステンション・カレッジ
- 人類学研究所
- 南山宗教文化研究所
- 社会倫理研究所
- アメリカ研究センター
- ラテンアメリカ研究センター
- ヨーロッパ研究センター
- アジア・太平洋研究センター
- 言語学研究センター
- 人間関係研究センター
- 経営研究センター
- 理工学研究センター
- 法曹実務教育研究センター
- 人類学博物館

### 教育

#### 留学制度
南山大学では、学生交流協定校をはじめとして学位が授与される4年制の大学であれば、世界中どこにでも留学することができる。留学の種類は下記に記す。

#### 留学の種類
- 交換留学
- ISEP交換留学（39か国275校）
- 推薦留学
- 認定留学
- ISEP-DIRECT留学

休学による留学も可能である。
その他に総合政策学部が独自に実施する短期海外研修プログラム｢南山短期アジア留学プログラム：Nanzan Asia Program (NAP)｣や理工学研究科の実施する国際化推進事業などがある。

## 学生生活

### 部活動・クラブ活動・サークル活動
スポーツ系クラブと文化系クラブがあり、学生向けの会計士講座と学生交流センターもあり、さらに姉妹校同士であり、カトリック系ミッションスクール間の連帯を強める目的として、上智大学・南山大学総合対抗運動競技大会（上南戦）が1960年以降毎年開催され、各体育会を中心に競技されている。第61回・第62回上南戦は新型コロナウイルスの感染拡大防止のため中止となったが、2022年の第63回大会は南山大学を主会場として3年ぶりに開催された。また、カトリック系大学としての特色を活かした課外活動団体も存在する（野外宗教劇と聖歌隊 南山大学スコラ・カントールム）。

### 学園祭
「大学祭」と呼ばれており、毎年11月に行われている。2024年度では、学生有志団体エコファッションによるアップサイクルファッションショーが行われた。また、南山ゆかたフェスとLLC（降誕祭）もあり、毎年7月と12月に行われている。

## 大学関係者と組織

### 大学関係者組織
南山大学の同窓会は「南山大学同窓会」と称する。「会員相互の親睦を図ること」及び「本会ならびに南山大学の発展に寄与すること」を目的としている。地域、職域、学部別など、様々な同窓会が存在する。大学から学長や副学長も参加してもらう総会をはじめとして活動し、会員同士の親睦を深めている。
現在、全国に15支部がある：東京、三重、関西、岐阜、東三河、長崎、西三河、静岡、北陸、福岡、東北、中四国、北海道、名古屋第一、長野。

## 施設

### キャンパス

#### 名古屋キャンパス
土地139,318 m3、建物109,159 m3
- 使用学部：人文学部、外国語学部、経済学部、経営学部、法学部、理工学部、総合政策学部、国際教養学部
- 使用研究科：人間文化学研究科、国際地域文化研究科、社会科学研究科、法学研究科、理工学研究科、法務研究科
- 交通アクセス：名古屋市営地下鉄名城線名古屋大学駅または八事日赤駅から、徒歩10分。名古屋市営地下鉄鶴舞線いりなか駅から、徒歩15分。

1964年、昭和区五軒家町から現在地へ移転した。米国人建築家アントニン・レーモンドが設計し、打放しコンクリート仕上げで高層化を避けた校舎群が形成されている。1964年に日本建築学会賞を受賞、2003年には「日本におけるDOCOMOMO100選」に選ばれている。
低予算での土地造成や自然調和を図る目的から、東山丘陵の南北の尾根に沿うようにキャンパスが作られている。南北に縦断するメインストリートに沿って校舎が立ち並び、キャンパスの東端に神言会の宣教師養成施設「神言神学院」が置かれている。2003年～2007年にかけて、東地区にA棟（法科大学院棟）、B棟、C棟が完成するなど増改築も行われ、2011年には南山短期大学の短期大学部変更に伴いR棟が、2015年には理工学部、理工学研究科の瀬戸キャンパスから名古屋キャンパスへの移転に伴いS棟がそれぞれ増築された。
周辺は名古屋大学などの教育、研究機関が集まっており、名古屋市から文教地区の指定を受けている。
構内への入口は、正門、山手通門（東門）、西門、北門の4か所がある。ただし、北門は現在閉鎖されている。地下鉄八事日赤駅からは正門、名古屋大学駅からは山手通門、いりなか駅からは西門の利用が便利である。駐輪場は西門前とA棟前にある。
- 建物
  - A棟（法科大学院）、B棟、C棟、D棟、E棟、F棟、G棟、G30棟（600人収容の最も大きい教室）、H棟、J棟（情報センター）、K棟、L棟（ヒルシュマイヤー記念館）、M棟、N棟、R棟、S棟（教室棟・書店・食堂・コンビニ）、第1研究棟、第2研究棟、コパン（学生会館・食堂・紀伊國屋書店・ローソン）、クラブハウス、第2クラブハウス、神言神学院（神言会）、ロゴスセンター（神言会）、体育館、体育センター、本部棟、同窓会館（第2食堂）、ライネルス中央図書館、名古屋交流会館、宗教文化研究所（人類学研究所）

### 伊勢海浜センター
南山学園の各単位校の主催する団体行事、ゼミナール等の教育活動、 課外活動や職員の研修、職員・学生・生徒の家族の福利厚生を目的とした施設。三重県伊勢市大湊町497番地1に所在する。
- 交通アクセス：伊勢市駅発三重交通バス、8番乗り場03系統大湊行き乗車、西町下車徒歩約7分。

### 学生寮

#### 交流会館
南山大学には多様な文化背景を持った学生達が共同生活を通じてお互いに学び合い、異文化理解を深めることを目的とし、外国人留学生と日本人の学生が共に生活する「交流会館」と呼ばれる学生寮が存在する。
- 山里交流会館（名古屋市昭和区山里町90番地）
- 名古屋交流会館（名古屋市昭和区山里町50番地）
- 交通アクセス：山里交流会館は南山大学正門から徒歩約5分、名古屋交流会館は正門から徒歩約1分。

## 対外関係

### 他大学との協定
- 豊田工業大学：単位互換、図書館の相互利用など
- 日本カトリック大学連盟：加盟校としてカトリック校との教育連携を図っている（日本カトリック大学連盟図書館協議会での相互利用など）。

#### ASEACCU国際会議
南山大学は、ASEACCU（＝Association of Southeast and East Asian Catholic Colleges and Universities）に参加している。これは、オーストラリア、インドネシア、フィリピン、タイ、台湾、韓国、日本のカトリック系大学連盟であり、日本からは南山大学のほかに上智大学を含む7校が参加している。

### 姉妹校
- 上智大学

### 産学官金連携
（）内は締結時期。
- あいち銀行との連携・協力協定（2025年1月28日）[18]。

## 系列校

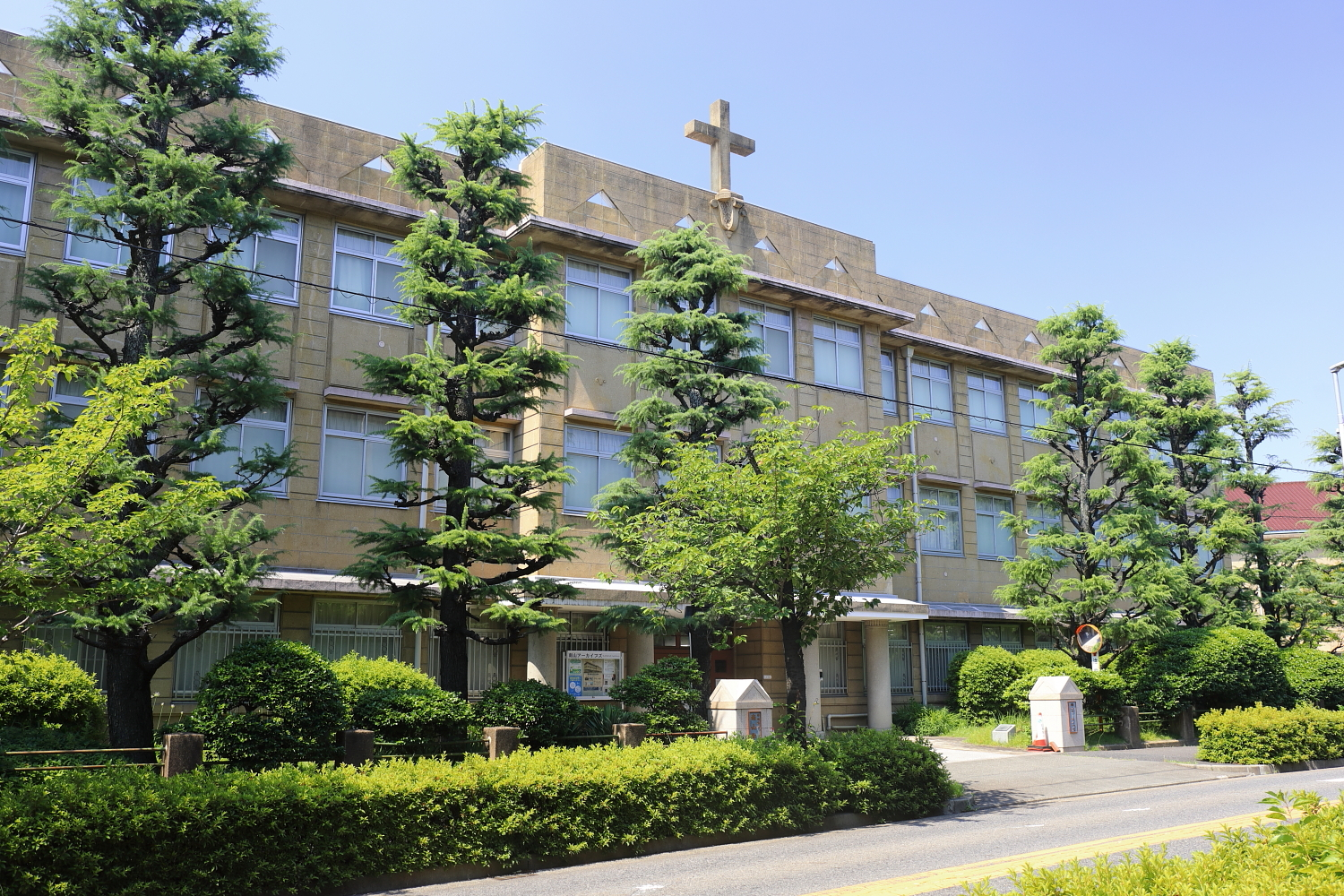
ライネルス記念館

南山大学には、附属校を含めて、以下の系列校がある。
- 南山大学附属小学校
- 南山中学校・高等学校（男子部・女子部）
- 聖霊中学校・高等学校
- 聖園女学院中学校・高等学校
- 聖園女学院附属聖園幼稚園
- 聖園女学院附属聖園マリア幼稚園

### かつての系列校
- 南山大学短期大学部
- 名古屋聖霊短期大学
- 南山国際中学校・高等学校